# James Baruch Crighton-Ginsburg
James Baruch Crighton-Ginsburg (* 1826 in Kiew, Ukraine; † 4. März 1898 in Konstantinopel, Osmanisches Reich) ursprünglich Baruch Ginsburg war ein anglikanischer Missionar in der britischen Judenmission.

## Leben

### Vom Rabbinersohn zum christlichen Missionar  1826–1847
J. B. Crighton-Ginsburg wurde 1826 in Kiew als Baruch, Sohn des Rabbiners Saul Ginsburg, geboren, und erhielt erste religiöse Unterweisungen von seinem Vater. Nach dem frühen Tod seines Vaters reiste er durch Europa, um nach einer spirituellen Heimat zu suchen. Um 1846 herum traf er in Berlin auf die Judenmissionare Carl Schwartz, Joachim Biesenthal und Robert Belson. Von ihnen erhielt er eine Übersetzung des Neuen Testaments ins Hebräische. Die Missionare der „Berliner Israelmission“, 1822 vom Britischen Botschafter Sir George Rose als preußischer Ableger der ältesten christlichen Judenmissionsgesellschaft in Europa, der „London Jews Society“ (LJS) gegründet, schickten ihn nach Strasbourg, wo er bei Johann Peter Goldberg und seinem Schüler und Schwiegersohn Jacob August Hausmeister weitere Unterweisungen erhielt. Goldberg und Hausmeister, der sehr vom schwäbischen Pietismus eines Ludwig Hofacker und anderen beeinflusst war, tauften Baruch Ginsburg schließlich am 16. Mai 1847 auf den Namen „James“ (dt. „Jakob“).

### Ausbildung und Tätigkeit in Algerien und Marokko 1847–1886
Ginsburg studierte von 1849 bis 1851 am „London Missionary College“, das damals von Benjamin Davidson geleitet wurde. Von 1851 bis 1857 war Ginsburg an der Missionsstation der LJS in Mülhausen (Elsass) tätig und wurde 1857 nach Constantine (Algerien) entsandt. Dort nahm er sofort seine Missionstätigkeit auf, zusammen mit seiner ersten, kurz danach verstorbenen, Frau hielt er Gottesdienste, verbreitete Material der LJS und Bibeln, und öffnete Schulen für Jungen und Mädchen und ein erstes Waisenhaus für jüdische Mädchen. 1864 wurde er nach Algier versetzt, 1875 nach Mogador (heute Essaouira) in Marokko. In Mogador gab es starken Widerstand der jüdischen Community gegen seine Missionsaktivitäten, der 1879 in Gewalt gegen britische Einrichtungen mündete. Die britischen Behörden machten ihn für die Situation verantwortlich, worauf ihn die LJS nach London zurückholte. 1880 ging er nach Marseille, nahm dort die französische Staatsbürgerschaft an, und kehrte 1882 nach Mogador zurück.

### Missionar in Konstantinopel 1886–1898
1886 sandte ihn die LJS mit seiner zweiten Frau Sarah Crighton (deren Namen er annahm) nach Konstantinopel, wo er wieder eine rege Missionstätigkeit entfaltete, und gleich mehrere Schulen und Missionsstationen gründete. In Haskoey und später Ortakoy entstand „Kuzularem“, ein Waisenhaus für sephardisch-jüdische Flüchtlingsmädchen, die in den frühen 1880ern nach den anti-jüdischen Pogromen während des russisch-türkischen Krieges nach Konstantinopel geflohen waren, das von seiner Ehefrau Sarah geleitet wurde. Eines dieser Mädchen war die in Bulgarien geborene Fanny Goldstein (Taufname, geb. Bogoslow bei Kjustendil (Bulgarien) 1873, gest. Konstantinopel September 1919), später (ab 1903) Ehefrau des bekannten deutsch-türkischen Publizisten und Schriftstellers Friedrich Schrader.
Crighton-Ginsburg starb am 4. März 1898 in Konstantinopel.